# Helsingborg (stad)
Helsingborg is de hoofdstad van de gelijknamige gemeente Helsingborg in de provincie Skåne län en het landschap Skåne, dit zijn de zuidelijkste provincie en het zuidelijkste landschap van Zweden. De plaats heeft 151.404 (2024) inwoners en een oppervlakte van 3.763 hectare.

## Geografie
Helsingborg ligt aan het smalste deel van de Sont, tegenover de Deense stad Helsingør. Er is een zeer frequente veerverbinding tussen deze steden.

## Geschiedenis
Helsingborg, oorspronkelijk een Deense stad, is een van de oudste steden in het huidige Zweden en vormde door de gunstige ligging lange tijd een omstreden stad.
De eerste vermelding van de stad in oorkonden stamt uit 1085 en vanaf 1360 stond de stad onder invloed van de Hanze. Tot 1658 was de stad Deens en in 1676 en 1677 was dat wederom het geval. Later werd de stad aan Zweden overgedragen.

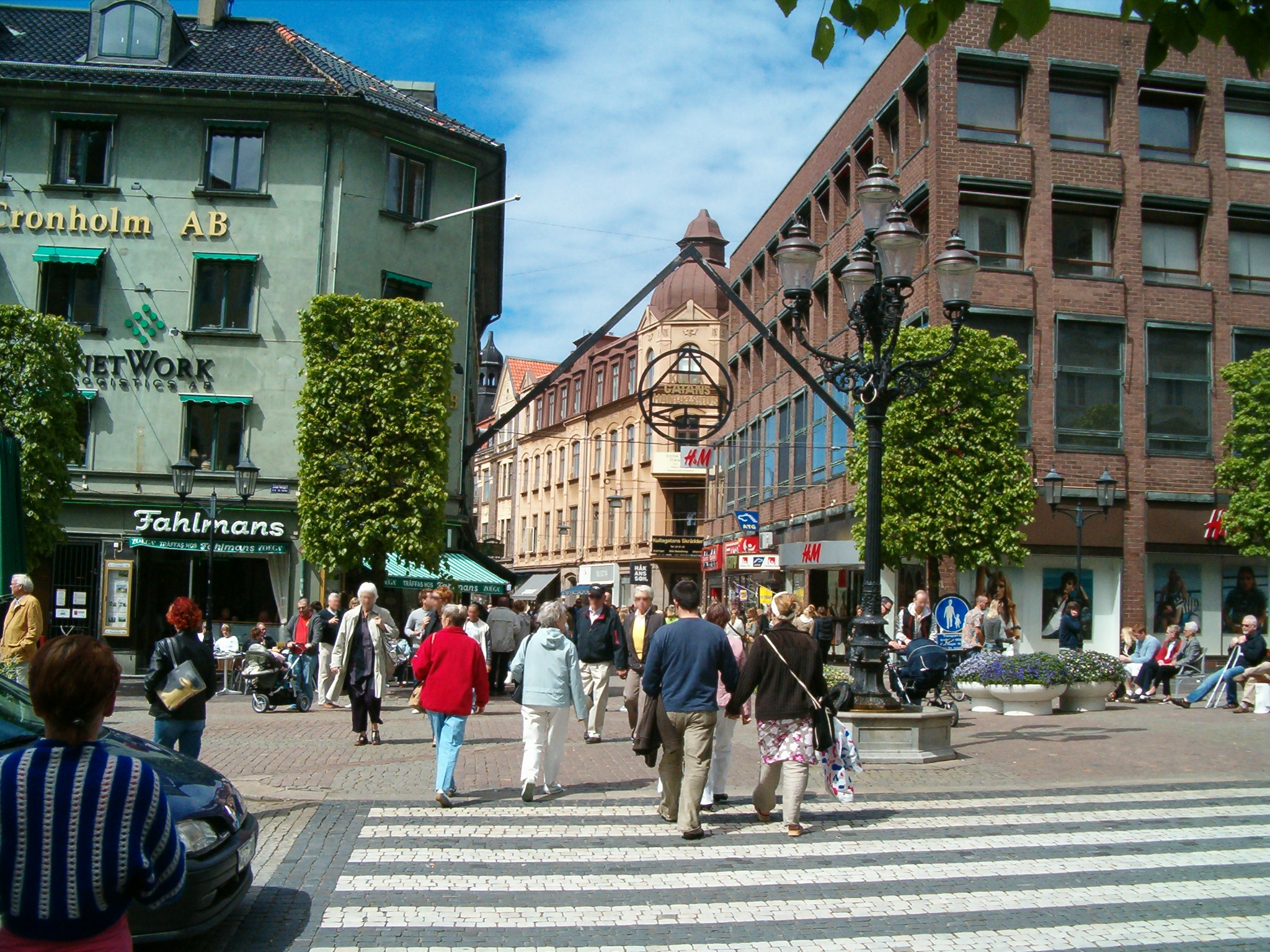
Winkelstraat Kullagata

## Bezienswaardigheden
- Stortorget (gemeentehuis)
- Kärnan (toren)
- Park Slottshagen
- Jakob Hansen Huis (vakwerkhuis)
- Mariakyrkan (kerk)
- Stadsmuseum
- Vikingsberg Kunstmuseum

## Verkeer en vervoer
Bij de plaats lopen de E4/E6/E20, Länsväg 109 en Länsväg 111.
De stad heeft een station aan de spoorlijnen Göteborg - Malmö, Malmö - Billesholm, Kristianstad - Helsingborg en Eslöv - Helsingborg. De spoorlijnen gaan door de Helsingborgtunnel.
Vanuit Helsingborg kan men de boot nemen naar de Deense stad Helsingør.

## Klimaat
De gemiddelde jaartemperatuur in Helsingborg ligt op 8,2 graden Celsius. Januari is het koudst met een gemiddelde maandtemperatuur van −0,1 °C en juli is het warmst met een gemiddelde jaartemperatuur van 16,8 °C. De gemiddelde neerslag in een jaar bedraagt 568 millimeter.

### Klimaattabel
| maandgemiddelde                     | jan  | feb  | maa  | apr  | mei  | jun  | jul  | aug  | sep  | okt  | nov  | dec  |
| ----------------------------------- | ---- | ---- | ---- | ---- | ---- | ---- | ---- | ---- | ---- | ---- | ---- | ---- |
| Maximum-gemiddelde temperatuur (°C) | 2    | 4    | 6    | 12   | 16   | 19   | 21   | 22   | 18   | 12   | 6    | 3    |
| Minimum-gemiddelde temperatuur (°C) | −1   | −1   | 0    | 3    | 7    | 11   | 13   | 13   | 10   | 6    | 3    | 0    |
| Neerslag (in mm)                    | 40,1 | 43,0 | 36,8 | 31,6 | 57,3 | 80,0 | 73,0 | 74,1 | 50,4 | 70,0 | 48,5 | 51,9 |

## Sport
In 2002 was Helsingborg een van de speelsteden tijdens het EK handbal (mannen).
Helsingborgs IF is de plaatselijke professionele voetbalclub. De club werd 5 keer landskampioen, voor het laatst in 2011.

## Bekende inwoners van Helsingborg

### Geboren
- Dietrich Buxtehude (1637-1707), componist (of in Bad Oldesloe)
- Hilda Nilsson (1876-1917), seriemoordenares
- Gerhard Karlmark (1905-1976), kunstenaar
- Nils Axelsson (1906-1989), voetballer
- Sven Nordqvist (1946), schrijver en illustrator kinderboeken
- Lars Vilks (1946-2021), kunstenaar
- Gunnar Nilsson (1948-1978), Formule 1-coureur
- Roland Nilsson (1963), voetballer en voetbaltrainer
- Håkan Jonasson (1969), voetbalscheidsrechter
- Henrik Larsson (1971), voetballer en coach
- Isabella Lövin (1963), journaliste en politica
- Mikael Lundberg (1973), golfer
- Daniel Nannskog (1974), voetballer
- Joakim Persson (1975), voetballer
- Carolina Gynning (1978), model
- Johan Wissman (1982), sprinter
- Andreas Granqvist (1985), voetballer
- Imad Khalili (1987), voetballer
- Andreas Landgren (1989), voetballer
- Alexander Kačaniklić (1991), voetballer
- Rebecka Karlsson (2000), zangeres
- Alex Timossi Andersson (2002), voetballer